# Колонія андроїдів
«Колонія андроїдів» (англ. Phoenix) — американський фантастичний фільм 1995 року.

## Сюжет
На планеті Тітус-4 вийшли з-під контролю андроїди. Створені як досконалі машини для вбивства, тепер вони мають бути знищені. Командиру спецпідрозділу Тайлеру Макклейну доручено ліквідувати ватажка андроїдів Міро. У вирішальній сутичці Макклейн, не знаючи, що він сам досконалий андроїд, за допомогою телекінетичних здібностей перемагає Кілгора, головного винуватця цього міжпланетного кровопролиття.

## У ролях
| Актор            | Роль            |
| ---------------- | --------------- |
| Стівен Ніколс    | Тайлер Макклейн |
| Бред Дуріф       | Рейджер         |
| Біллі Драго      | Кілгор          |
| Деніс Дафф       | Селіне          |
| Пітер Мернік     | Діллон          |
| Вільям Сандерсон | Міро            |
| Роберт Госсетт   | Баркер          |
| Бетсі Су         | Чін             |
| Джеремі Робертс  | Таннер          |
| Ліленд Орсер     | доктор Райлі    |
| Роберт Клотуорті | людина 1        |
| Ден Керн         | людина 2        |
| Форбс Райлі      | контролер       |
| Карло Корасон    | чужинець 2      |
| Ральф Морс       | гітарист        |